# Fordia fruticosa
Fordia fruticosa är en ärtväxtart som beskrevs av William Grant Craib. Fordia fruticosa ingår i släktet Fordia och familjen ärtväxter. Inga underarter finns listade i Catalogue of Life.